# Cassina de’ Pecchi
Cassina de’ Pecchi – miejscowość i gmina we Włoszech, w regionie Lombardia, w prowincji Mediolan.
Według danych na rok 2004 gminę zamieszkiwało 12 328 osób, 1761,1 os./km².